# Travunien
Travunien (lateinisch Tribunia) ist eine historische Landschaft etwa im Süden der heutigen Herzegowina und Dalmatiens. Zentrum war die heutige Stadt Trebinje.

## Geschichte
Im 10. Jahrhundert beschreibt der byzantinische Kaiser und Historiker Konstantin VII. in seiner De Administrando Imperio auch das Gebiet der heutigen Herzegowina. Im Osten der heutigen Herzegowina nennt er das Herzogtum „Travunien“, das auch Teile des heutigen nördlichen Montenegro umfasste, und als Hauptstadt Tervunia, das heutige Trebinje. Dessen Einwohner waren nach Konstantin Serben, die sich zur Zeit des Herakleios dort niederließen. Mittelalterliche Schriftsteller setzten „Serben“ aber oft mit den Slawen als Ganzes gleich, als slawischen Urstamm bzw. Überbegriff für alle Slawen.
Das Herzogtum Travunien gehörte seit dem 9. Jahrhundert zu Serbien. Bedeutende serbische Herrscherdynastien stammten aus Travunien, so die Vojisavljević, Begründer des ersten serbischen Königreiches, oder die Mrnjavčević, Mitregenten des letzten serbischen Zaren Stefan Uroš V.
Mit dem Zerfall des serbischen Reiches etablierte sich in Travunien Fürst Nikola Altomanović, der die serbische Zarenkrone für sich beanspruchte. Nikola Altomanović eroberte weite Gebiete im westlichen Zentralserbien, bevor er 1373 durch ein gemeinsames Vorgehen des bosnischen Fürsten und späteren Königs Tvrtko I. und dem serbischen Fürsten Lazar besiegt und sein Territorium zwischen den Siegern aufgeteilt wurde.
Travunien mitsamt der Stadt Trebinje fiel an Bosnien. Im 15. Jahrhundert herrschten bis zur Eroberung durch die Osmanen der Woiwode Stjepan Vukčić Kosača und seine Nachkommen in der heutigen Herzegowina und nördlichem Montenegro. Stjepan Vukčić Kosača gründete seine Hauptstadt in Mostar, doch blieb Trebinje trotzdem ein wichtiger Posten an der Handelstrecke von Dubrovnik in das Landesinnere von Bosnien und Serbien. Aus dieser Zeit stammte auch das orthodoxe Kloster Tvrdoš, welches zum Sitz des serbisch-orthodoxen Bischofs für die Herzegowina wurde.